# Märratjärnen (Arvidsjaurs socken, Lappland)
Märratjärnen är en sjö i Arvidsjaurs kommun i Lappland och ingår i Piteälvens huvudavrinningsområde.